# Ганна Мур
Ганна Мур (англ. Hannah Moore, 22 серпня 1996) — американська плавчиня.
Призерка Чемпіонату світу з водних видів спорту 2019 року.